# 宋昱 (乾隆進士)
宋昱（18世纪？年—？年），本名宋鈺，字曜寰，直隸省遵化直隸州玉田縣石河村（今屬河北省唐山市）人，籍屬內務府正白旗包衣投充錢糧莊丁。清朝政治人物。

## 生平
乾隆十八年（1753年）中式癸酉科順天鄉試舉人。二十六年（1761年），中式辛巳恩科會試，殿試位列第三甲第一百二十三名同進士出身。因獲悉未遵例以旗人身分報考之違法，自首。
三十四年（1769年）七月，以叛旗罪名，遭革去進士、發配烏魯木齊當差。
性格誠懇。博覽群書，專精《易經》，以占卜奇準聞名，曾閉門讀書十年，遇到人求問測字，則回答不熟悉掌故。在烏魯木齊戍居期間，掌教書院，督課士子，振興文風，有人將其比擬為「文翁化蜀」。
乾隆四十三年（1778年）正月，上諭各省清查軍流人犯已過十年者，若安分守法，則依乾隆十一年例查明省釋回籍；十一月，烏魯木齊辦事大臣索諾穆策凌覆奏宋昱「當差九年並無貽誤」。
四十四年（1779年），在烏魯木齊滿十年後獲釋返鄉，年紀已經六十歲，往後不理他人事務，以詩酒終老。

## 家庭及關連
- 曾祖父：宋含暉，玉田縣民，清初帶地投充莊頭。
- 父：宋九岳，莊頭。
- 兄弟：宋鑒，莊頭。

## 著作
- 《評點書經》一卷
- 《評點詩經》一卷
- 《評點春秋》八卷
- 《周禮約註》二卷
- 《左傳類編》四卷[9]
- 《莊騷類編》二卷[10]
- 《問奇集》二卷
- 《東歸集》二卷[11]
- 《文選類編》二卷[12]
- 《綱鑑類編》